# Портрет
Портрет (от френски: portrait – „изображение“) е художествено, артистично и единично изображение на човек в статично положение.
То може да е рисунка, картина, скулптура, фотография или описание на литературен герой. Най-важното при портрета е лицето и неговото изражение. Целта е не само да се пресъздаде външна прилика с модела, но и да се улови душевното му състояние и дори да се предаде характера му.

## Живопис

### Видове
- Според броя на изобразените лица: единичен, двоен и групов.
- Според жанра: скулптурен, живописен и графичен.
- Според композицията: глава, глава и раменен пояс, допоясна фигура, цяла фигура.
- Според положението на главата: анфас, три четвърти, полупрофил и профил.
- Според пола и възрастта: мъжки, женски, детски и животни.
- Автопортрети: художник създава портрет на самия себе си с помощта на огледало.

### История
Портретът като жанр в изобразителното изкуство е известен още от античността. Запазени са много скулптурни и живописни изображения на владетели и велможи на древен Египет. Най-прочути сред тях са бюстът на Нефертити и златната портретна маска на Тутанкамон. Традицията да се съхраняват посмъртни восъчни маски на предците води до разцвет на скулптурния портрет в древен Рим. С голяма реалистичност се отличават портретите от епохата на Римската република. От периода на Римската империя до нас са достигнали множество изображения на императори, пълководци, държавници, философи и придворни дами. Поради нетрайността на материала са съхранени малко на брой живописни портрети от епохата. Сред тях и двойният портрет на хлебаря Теренций Неон и съпругата му. Сухият климат на Египет е запазил немалко от прочутите фаюмски портрети изпълнени в техниките енкаустика и темпера. Тяхната жизненост впечатлява и днес, две хиляди години след създаването им.
През Средновековието предмет на портретното изкуство са владетели, знатни персони и ктитори.

#### Средновековна България
От времето на Втората българска държава са запазени стенописни портретни и портретни миниатюри на царете Константин Асен и Иван Александър, севастократор Калоян, деспот Михаил (син на Михаил III Шишман Асен), деспот Деян, деспот Константин Драгаш. Известни женски портрети от този период са царица Ирина и деспините Десислава и Доя. В миниатюрите на Четвероевангелие на цар Иван Александър са изобразени множество членове на царското семейство.

#### Италиански Ренесанс
Ренесансът поставя личността на човека на преден план. Художниците започват да се стремят да предадат и вътрешното състояние на портретуваните.
Сложно развитие придобива италианския ренесансов портрет. Известни ренесансови портретисти са Тициан, Леонардо да Винчи, Рафаело, Антонело да Масина. Един от най-известните портрети в света за всички времена е „Мона Лиза“ на Леонардо да Винчи, известен още като „Джокондата“.

#### Северен Ренесанс
През 17 век Нидерландия преживява икономически подем. Забогателите търговци и граждани започват също да поръчват свои портрети. Жанрът се демократизира. В него навлизат изображения на буржоа, корабостроители, офицери, лекари, кръчмари и дори селяни. Голямо разпространение получава груповият портрет, майстори на който са Франс Халс и Рембранд. Последният е едно от най-големите имена в портретното изкуство. Създател е на живописни и графични портрети, пропити с дълбок психологизъм. Важна част от неговото творчество са автопортретите му. Видни представители на жанра от епохата са Антонис ван Дайк, Диего Веласкес, Франсиско де Сурбаран.

#### Руска империя
Руският реализъм от 19 век има своите големи портретисти в лицето на Иля Репин и Иван Крамской.

#### Българско Възраждане
През Възраждането се оформя съвременното българско портретно изкуство. Негови представители са Захарий Зограф, Георги Данчов, Николай Павлович и др. Наред с портретите на видни личности и свои близки, те създават и автопортрети.

#### Импресионизъм
Майстор на импресионистичният портрет е Пиер-Огюст Реноар, който отдава предпочитание на женските и детски персонажи. Постимпресионистите Винсент ван Гог и Пол Сезан са автори на множество автопортрети. С проницателност и ирония, стигаща до карикатурност се отличават портретите на Анри дьо Тулуз-Лотрек.

#### 20 век и кубизъм
Модерните художници на 20 век подлагат портрета на всевъзможни експерименти, изучавайки възможностите за деформиране на формата. Любопитен похват в кубистичният портрет е представянето на лицето едновременно от две различни гледни точки. Пример за такъв подход е „Портрет на Дора Мор“ от Пабло Пикасо.

## Фотография
Портретната фотография възниква към края на 19 век с изобретяването на фотоапарата. Днес тя се е превърнала в доходоносен бизнес. С усъвършенстването на технологиите правенето на такива портрети се улеснява значително.